# 54 Gwardyjska Brygada Pancerna
54 Gwardyjska Brygada Pancerna (ros. 54-я гвардейская танковая бригада) – jednostka pancerna Armii Czerwonej z okresu II wojny światowej, uczestniczyła w walkach przeciw wojskom niemieckim m.in. na ziemiach polskich.
54 Gwardyjska Brygada Pancerna została utworzona rozkazem z 26 lipca 1943, przez przemianowanie 88 Brygady Pancernej. Jej szlak bojowy w walce z niemieckim  najeźdzcą prowadził m.in. przez Lwów, Osiek, Opatów, Jędrzejów, Częstochowę i Berlin a zakończony został w rejonie Pragi w Czechach. Po zdobyciu Częstochowy płk Piotr Jurczenko pełniący funkcję zastępcy dowódcy 54 GwBPanc. został mianowany pierwszym komendantem wojennym miasta.
Za wzorowe wykonanie zadań w walkach z niemieckim najeźdzcą w czasie wyzwolenia miast: Starokonstantynów, Izjasław, Szumsk, Jampol i Ostropol, 19 marca 1944 54 Gwardyjska Brygada Pancerna została odznaczona Orderem Czerwonego Sztandaru. Kolejne odznaczenie którym był Order Bohdana Chmielnickiego II klasy otrzymała 10 sierpnia 1944 za zdobycie Lwowa. Orderem Lenina została odznaczona 19 lutego 1945 za okazane męstwo i odwagę przy zdobyciu Częstochowy, Przedborza i Radomska. Ostatnie odznaczenie w postaci Orderu Suworowa II klasy otrzymała 4 czerwca 1945 za zdobycie stolicy III Rzeszy Berlina.

## Dowództwo brygady
Dowódcy:
- płk Iwan Siergiejew[a] (26.07.1943 - 14.10.1943),
- płk Nikita Moskalczuk (14.10.1943 - 30.10.1943),
- gen. mjr Wiktor Lebiediew[b] (01.11.1943 - 03.01.1944)
- płk Stiepan Ugriumow (10.01.1944 - 11.08.1944),
- płk Piotr Jurczenko (11.08.1944 - 18.08.1944),
- płk Stiepan Ugriumow (18.08.1944 - 05.09.1944),
- płk Iwan Czugunkow (01.09.1944 - 08.07.1945)[4].

Szefowie sztabu:
- mjr Aleksiej Kabanow (15.08.1943 - 14.06.1944),
- ppłk Borys Woronin[c] (25.06.1944 - 20.07.1944),
- ppłk Nikolaj Sobolew[d] (11.08.1944 - 22.01.1945),
- mjr Jewgienij Jurasow[e] (07.02.1945 - 10.06.1945)[5].

## Struktura organizacyjna
- 1 batalion czołgów,
- 2 batalion czołgów,
- 3 batalion czołgów.
- zmotoryzowany batalion piechoty (Моторизованный батальон автоматчиков)[6].